# Kalmar läns valkrets
Kalmar läns valkrets är en av valkretsarna vid val till den svenska riksdagen. 

## Mandatantal
Vid det första valet till enkammarriksdagen 1970 fick valkretsen tio fasta mandat, ett antal som sänktes till nio i valet 1973 och sedan förblev oförändrat fram till 2002 då antalet mandat sänktes till 8 stycken. Valkretsen hade dessutom ett utjämningsmandat i valen 1970–1973, två i valet 1976, ett i valet 1979, noll i valet 1982, ett i valen 1985–1988 och två i valen 1991–1994. I riksdagsvalet 2006 hade valkretsen åtta fasta mandat och noll utjämningsmandat. Efter riksdagsvalet 2010 tilldelades valkretsen ett utjämningsmandat.
| 1970 | 1973 | 1976 | 1979 | 1982 | 1985 | 1988 | 1991 | 1994 | 1998 | 2002 | 2006 | 2010 | 2014 | 2018 |
| ---- | ---- | ---- | ---- | ---- | ---- | ---- | ---- | ---- | ---- | ---- | ---- | ---- | ---- | ---- |
| 10   | 9    | 9    | 9    | 9    | 9    | 9    | 9    | 9    | 9    | 8    | 8    | 8    | 8    | 8    |

## Riksdagsledamöter under enkammarriksdagen (ej komplett lista)

### 1971–1973
- Eric Krönmark, m
- Lars Schött, m
- Gösta Andersson, c
- Fritz Börjesson, c
- Ivan Svanström, c
- Mac Hamrin, fp
- Stig Alemyr, s
- Eric Johanson, s (1971–21/7 1973)
  - Gunnar Oskarsson, s (5/9–31/12 1973)
- Bernt Nilsson, s
- Bertil Petersson, s
- Birger Rosqvist, s

### 1974–1976/76
- Eric Krönmark, m
- Lars Schött, m
- Gösta Andersson, c
- Fritz Börjesson, c
- Ivan Svanström, c
- Stig Alemyr, s
- Arne Andersson, s
- Bernt Nilsson, s
- Bertil Petersson, s
- Birger Rosqvist, s

### 1976/77–1978/79
- Eric Krönmark, m (statsråd 8/10 1976–18/10 1978)
  - Ingrid Andersson, m (ersättare 11/10 1976–18/10 1978)
- Lars Schött, m
- Gösta Andersson, c
- Fritz Börjesson, c
- Ivan Svanström, c
  - Marianne Jönsson, c (ersättare 8/11–8/12 1976)
  - Marianne Jönsson, c (ersättare 28/3–16/5 1978)
- Eric Rejdnell, fp
- Stig Alemyr, s
- Arne Andersson, s
- Bernt Nilsson, s
- Birger Rosqvist, s
- Lena Öhrsvik, s

### 1979/80–1981/82
- Bertil Danielsson, m
- Eric Krönmark, m (1979/80–30/11 1981; statsråd 12/10 1979–5/5 1981)
  - Ewy Möller, m (ersättare för Eric Krönmark 12/10 1979–5/5 1981)
  - Ewy Möller, m (1/12 1981–3/10 1982)
- Gösta Andersson, c
- Ivan Svanström, c
  - Åke Svensson, c (ersättare 1/12 1979–29/2 1980)
  - Åke Svensson, c (ersättare 13/4–16/5 1982)
- Eric Rejdnell, fp
- Stig Alemyr, s
- Arne Andersson, s
- Bernt Nilsson, s
- Birger Rosqvist, s
- Lena Öhrsvik, s
  - Georg Karlsson, s (ersättare 24/2–30/4 1982)

### 1982/83–1984/85
- Bertil Danielsson, m
- Ewy Möller, m
- Gösta Andersson, c
- Agne Hansson, c
  - Sivert Carlsson, c (ersättare 1/1–29/2 1984)
- Stig Alemyr, s
- Arne Andersson, s
- Bengt Kronblad, s
- Birger Rosqvist, s
- Lena Öhrsvik, s
  - Gerd Mahl Karlsson, s (ersättare 19/11–18/12 1984)

### 1985/86–1987/88
- Bertil Danielsson, m
- Ewy Möller, m
- Gösta Andersson, c
- Agne Hansson, c
  - Marianne Jönsson, c (ersättare 11/11–13/12 1986)
  - Sivert Carlsson, c (ersättare för Agne Hansson 14/10–16/11 1987)
- Ingrid Hasselström Nyvall, fp
- Stig Alemyr, s
- Arne Andersson, s
- Bengt Kronblad, s
- Birger Rosqvist, s
- Lena Öhrsvik, s

### 1988/89–1990/91
- Bertil Danielsson, m
- Ewy Möller, m (1988/89–23/1 1991)
  - Nils Fredrik Aurelius, m (25/1–29/9 1991)
- Agne Hansson, c
- Marianne Jönsson, c
- Ingrid Hasselström Nyvall, fp
- Stig Alemyr, s
- Arne Andersson, s
- Bengt Kronblad, s
- Birger Rosqvist, s
- Lena Öhrsvik, s

### 1991/92–1993/94
- Leif Carlson, m
- Bertil Danielsson, m
- Agne Hansson, c
- Marianne Jönsson, c
- Chatrine Pålsson, kds
- Christer Lindblom, fp
- Christer Windén, nyd
- Stig Alemyr, s
- Bengt Kronblad, s
- Birger Rosqvist, s (1991/92–22/1 1993)
  - Krister Örnfjäder, s (26/1 1993–1993/94)
- Lena Öhrsvik, s
  - Krister Örnfjäder, s (ersättare 17/3–31/5 1992)
  - Krister Örnfjäder, s (ersättare 26/11–31/12 1992)
  - Krister Örnfjäder, s (ersättare 11–25/1 1993)

### 1994/95–1997/98
- Nils Fredrik Aurelius, m
- Leif Carlson, m
- Sivert Carlsson, c
- Agne Hansson, c
- Chatrine Pålsson, kds/kd
- Ann-Marie Fagerström, s
- Håkan Juholt, s
- Bengt Kronblad, s
- Agneta Ringman, s
- Krister Örnfjäder, s
- Lennart Beijer, v

### 1998/99–2001/02
- Agne Hansson, c[3]
- Chatrine Pålsson, kd[3]
- Nils Fredrik Aurelius, m[3]
- Leif Carlson, m[3]
- Ann-Marie Fagerström, s[3]
- Håkan Juholt, s[3]
- Agneta Ringman, s[3]
- Krister Örnfjäder, s[3]
- Lennart Beijer, v[3]

### 2002/03–2005/06
- Agne Hansson, c[4]
- Sverker Thorén, fp[4]
- Chatrine Pålsson (från 15/6 2006 Chatrine Pålsson Ahlgren), kd[4]
- Nils Fredrik Aurelius, m[4]
- Ann-Marie Fagerström, s[4]
- Håkan Juholt, s[4]
- Agneta Ringman, s[4]
- Krister Örnfjäder, s[4]
- Lennart Beijer, v[4]

### 2006/07–2009/10
- Anders Åkesson, c[5]
- Chatrine Pålsson Ahlgren, kd[5] (2006/07–31/10 2009)
- Jan R. Andersson, m[5]
- Eva Bengtson Skogsberg, m[5]
- Lena Hallengren, s[5] (statsråd 2–6/10 2006; ledig 3/3 2008–1/3 2009)
- Håkan Juholt, s[5]
- Désirée Liljevall, s[5]
- Krister Örnfjäder, s[5]

### 2010/11–2013/14
- Anders Åkesson, C[6]
- Anders Andersson, KD[6]
- Jan R. Andersson, M[6]
- Jörgen Andersson, M[6]
- Eva Bengtson Skogsberg, M[6]
- Lena Hallengren, S[6]
- Håkan Juholt, S[6]
- Désirée Liljevall, S[6]
- Krister Örnfjäder, S[6]

### 2014/15–2017/18
- Anders Åkesson, C[7]
- Jan R. Andersson, M[7]
- Jörgen Andersson, M[7]
- Lena Hallengren, S[7] (till 8/3 2018)
  - Karl Längberg, S (ersättare från 8/3 2018)
- Håkan Juholt, S[7] (29/9 2014–11/9 2016)
  - Laila Naraghi, S (från 12/9 2016)
- Krister Örnfjäder, S[7]
- Paula Bieler, SD[7]
  - Crister Spets, SD (ersättare för Paula Bieler 19/10–23/12 2016)
- Christina Thuring, SD[7]

### 2018/19–2021/22
- Anders Åkesson, C[8]
- Jimmy Loord, KD[8] (24/9 2018–31/3 2019)
  - Gudrun Brunegård, KD (från 1/4 2019)
- Jan R. Andersson, M[8]
- Lena Hallengren, S[8] (statsråd)
  - Björn Petersson, S (ersättare för Lena Hallengren)
- Tomas Kronståhl, S[8]
  - Nermina Mizimovic, S (ersättare för Tomas Kronståhl 8/9–1/12 2020)
- Laila Naraghi, S[8]
  - Nermina Mizimovic, S (ersättare för Laila Naraghi 22/1–7/5 2019 och 11/11 2019–14/2 2020)
- Mattias Bäckström Johansson, SD[8]
- Anne Oskarsson, SD[8]

### 2022/23–2025/26
- Gudrun Brunegård, KD[9]
- Lars Engsund, M[9]
- Marie Nicholson, M[9]
- Lena Hallengren, S[9]
- Tomas Kronståhl, S[9]
- Laila Naraghi, S[9]
- Mattias Bäckström Johansson, SD[9]
- Mona Olin, SD[9]

## Första kammaren
I första kammaren var Kalmar län vid valen 1866–1919 uppdelat i två valkretsar, Kalmar läns södra valkrets och Kalmar läns norra valkrets. I förstakammarvalet 1921 avskaffades dessa och hela länet uppgick i Kalmar läns och Gotlands läns valkrets.

## Andra kammaren
I andra kammaren var Kalmar läns landsbygd vid valen 1866–1908 uppdelat i åtta valkretsar: Södra Möre domsagas västra valkrets, Södra Möre domsagas östra valkrets, Norra Möre och Stranda domsagas valkrets, Aspelands och Handbörds domsagas valkrets, Sevede och Tunaläns domsagas valkrets, Södra Tjusts härads valkrets, Norra Tjusts härads valkrets samt Ölands valkrets. 
Av städerna bildade Kalmar under samma tid en egen valkrets, medan valkretsarna varierade för övriga städer. Borgholms stad ingick i Ölands valkrets i valen 1866–1869, medan Västerviks stad och Oskarshamns stad bildade Västerviks och Oskarshamns valkrets och Vimmerby ingick i Växjö, Vimmerby och Eksjö valkrets. I valet 1872 överfördes Borgholm till samma valkrets som grannstäderna på Smålandskusten, så att det inrättades Västerviks, Oskarshamns och Borgholms valkrets. I valen 1887 ändrades alla stadsvalkretsar utom Kalmar, och det inrättades Eksjö, Vimmerby och Västerviks valkrets, Växjö och Oskarshamns valkrets samt Visby och Borgholms valkrets. Dessa gällde till och med valet 1893, men i valet 1896 ändrades grupperingen på nytt och det inrättades Västerviks och Eksjö valkrets samt Oskarshamns, Vimmerby och Borgholms valkrets. I valet 1908 avskaffades Västerviks och Eksjö valkrets, och Västervik bildade Västerviks stads valkrets medan Eksjö gick till Växjö och Eksjö valkrets. 
Vid införandet av proportionellt valsystem i andrakammarvalet 1911 avskaffades alla tidigare valkretsar och ersattes av två nya: Kalmar läns södra valkrets och Kalmar läns norra valkrets. I valet 1921 lades dessa samman till en gemensam valkrets med nio mandat till och med valet 1936, åtta mandat i valen 1940–1952 samt sju mandat i valen 1956–1968.

### Riksdagsledamöter i andra kammaren

#### 1922–1924
- Sigurd Carlsson, lmb
- Sven Johansson, lmb
- David Norman, lmb
- Valerius Olsson, lmb
- Carl Johanson, bf (1922–17/8 1924)
- Emil Gustafson, lib s 1922–1923, fris 1924
- Lars Dalgren, s
- Karl Magnusson, s
- Ruben Wagnsson, s

#### 1925–1928
- Sven Johansson, lmb
- David Norman, lmb (1/1–15/3 1925)
  - Karl Wirsell, lmb (våren 1925–1928)
- Valerius Olsson, lmb
- Arthur Heiding, bf
- Edvard Olsson, bf
- Emil Gustafson, fris
- Karl Magnusson, s
- Ruben Wagnsson, s (1925–1927)
  - Gustaf Johnsson, s (1928)
- Alfred Werner, s

#### 1929–1932
- Sigurd Carlsson, lmb
- Sven Johansson, lmb
- Helmer Schött, lmb
- Sten Waldem, lmb
- Karl Wirsell, lmb
- Arthur Heiding, bf
- Emil Gustafson, fris
- Karl Magnusson, s
- Alfred Werner, s

#### 1933–1936
- John Gustafsson, lmb 1933–1934, ng 1935–1936
- Sven Johansson, lmb 1933–1934, h 1935–1936
- Torsten Lundell, lmb 1933–1934, h 1935–1936
- Emil Gustafson, bf
- Arthur Heiding, bf (1933–1935)
  - Arvid Jonsson, bf (1936)
- Einar Jonsson, bf
- Gustaf Johnsson, s
- Karl Magnusson, s (1933–1935)
  - Gustav Holm, s (1936)
- Alfred Werner, s

#### 1937–1940
- Sven Johansson, h
- Torsten Lundell, h
- Oscar Andersson (från 1938 Tornegård), bf
- Emil Gustafson, bf
- Arvid Jonsson, bf
- Gustav Holm, s
- Gustaf Johnsson, s (1937)
  - Sigvard Ohlsson, s (1938–1940)
- Lars Lindén, s
- Alfred Werner, s

#### 1941–1944
- Birger Andersson, h
- Torsten Lundell, h
- Emil Gustafson, bf
- Arvid Jonsson, bf
- Gustav Holm, s
- Einar Johansson, s
- Lars Lindén, s (1941–1943)
  - Waldemar Olsson, s (1944)
- Sigvard Ohlsson, s

#### 1945–1948
- Einar Hæggblom, h
- Per Jonsson, h
- Emil Gustafson, bf
- Arvid Jonsson, bf
- Gustav Holm, s
- Einar Johansson, s
- Sigvard Ohlsson, s
- Waldemar Olsson, s

#### 1949–1952
- Einar Hæggblom, h
- Gunnar Ericsson, bf
- Arvid Jonsson, bf
- Sigfrid Nordkvist, fp
- Gustav Holm, s
- Einar Johansson, s
- Sigvard Ohlsson, s
- Tekla Torbrink, s

#### 1953–1956
- Einar Hæggblom, h
- Sven Svensson, h
- Gunnar Ericsson, bf
- Arvid Jonsson, bf (1953–1954)
  - Fritz Börjesson, bf (1955–1956)
- Sigfrid Nordkvist, fp
- Eric Johanson, s
- Einar Johansson, s
- Tekla Torbrink, s

#### 1957–första riksmötet 1958
- Einar Hæggblom, h
- Sven Svensson, h
- Fritz Börjesson, bf/c
- Mac Hamrin, fp
- Stig Alemyr, s
- Eric Johanson, s
- Tekla Torbrink, s

#### Andra riksmötet 1958–1960
- Einar Hæggblom, h
- Sven Svensson, h
- Fritz Börjesson, c
- John Johansson, c
- Stig Alemyr, s
- Eric Johanson, s
- Tekla Torbrink, s

#### 1961–1964
- Einar Hæggblom, h
- Fritz Börjesson, c
- John Johansson, c (1/1–31/3 1961)
  - Anders Dahlgren, c (12/4 1961–1964)
- Mac Hamrin, fp
- Stig Alemyr, s
- Eric Johanson, s
- Tekla Torbrink, s

#### 1965–1968
- Eric Krönmark, h
- Fritz Börjesson, c
- Anders Dahlgren, c
- Mac Hamrin, fp
- Stig Alemyr, s
- Eric Johanson, s
- Tekla Torbrink, s

#### 1969–1970
- Eric Krönmark, m
- Fritz Börjesson, c
- Anders Dahlgren, c
- Stig Alemyr, s
- Eric Johanson, s
- Bernt Nilsson, s
- Birger Rosqvist, s